# Wydział Fizyki Technicznej, Informatyki i Matematyki Stosowanej Politechniki Łódzkiej
Wydział Fizyki Technicznej, Informatyki i Matematyki Stosowanej Politechniki Łódzkiej – jeden z dziewięciu wydziałów Politechniki Łódzkiej. Jego siedziba znajduje się przy ul. Wólczańskiej 215 w Łodzi. Powstał w 1976 r.

## Struktura
- Instytut Informatyki
  - Zakład Systemów Inteligentnych i Inżynierii Oprogramowania
  - Zakład Grafiki Komputerowej i Multimediów
  - Zakład Systemów i Technologii Informacyjnych[4]
- Instytut Matematyki
  - Zakład Modelowania Matematycznego
  - Zakład Zastosowań Współczesnej Analizy Matematycznej
  - Zakład Ubezpieczeń i Rynków Kapitałowych[5]
- Instytut Fizyki[6]

## Kierunki studiów
- Fizyka Techniczna
- Informatyka
- Matematyka[7]

## Władze
Kadencja 2024–2028:
- Dziekan: prof. dr hab. inż. Adam Wojciechowski, profesor uczelni
- Prodziekan ds. kształcenia: dr hab. Marek Galewski, profesor uczelni
- Prodziekan ds. studenckich: dr hab. inż. Agnieszka Wosiak, profesor uczelni
- Prodziekan ds. rozwoju: dr hab. inż. Maciej Dems, profesor uczelni[8]